# Gammarus
Gammarus (česky blešivec) je rod korýšů patřící do čeledi blešivcovití. Čítá asi přes 200 popsaných druhů, což rod činí jedním z nejpočetnějších rodů korýšů. V hojném počtu se vyskytují po celém území holarktické oblasti.